# 최영 장군 묘
최영 장군 묘(崔瑩 將軍 墓)는 대한민국 경기도 고양시 덕양구 대자동에 있는 조선시대의 무덤이다. 1975년 9월 5일 경기도의 기념물 제23호로 지정되었다.

## 개요
고려 후기의 명장이며 충신으로 고려를 끝까지 받들려다 뜻을 이루지 못하고 끝내 처형된 최영(1316∼1388) 장군의 묘소이다. 부인 문화 유씨와의 합장묘로, 경기도 고양시 덕양구 대자동에 있다.
그는 공민왕 1년(1352) 조일신의 난과 공민왕 3년(1354) 장사성의 난을 평정한 것을 비롯하여 두 차례에 걸친 홍건적의 침입을 격퇴하는 큰 공을 세웠다. 전국 각처에서 일어난 반란을 평정하고 수십 차례에 걸친 왜구의 침입을 막아내는 등 흔들리는 고려의 국운을 바로 잡는 역할을 했다. 명나라가 철령 이북의 영토를 빼앗으려 하자 요동정벌 계획을 세워 우왕과 함께 압록강까지 진군하였다가 이성계의 위화도 회군으로 뜻을 이루지 못하고, 우왕 14년(1388) 이성계 등의 신진세력에 의해 처형되어 선친인 최원직의 묘소 앞에 안장되었다.
이성계는 왕조를 세우고 나서 6년 만에 무민(武愍)이라는 시호를 내려 넋을 위로하였는데, 그의 무덤에는 풀이 돋지 않았다는 이야기가 전해 내려온다.

## 같이 보기
- 최영

## 참고 자료
- 최영 장군 묘 - 국가유산청 국가유산포털